# 1995 SY2
1995 SY2 är en asteroid i huvudbältet som upptäcktes den 20 september 1995 av de båda japanska astronomerna Seiji Ueda och Hiroshi Kaneda i Kushiro.
Asteroiden har en diameter på ungefär 3 kilometer.